# توماس كرستيانسين
توماس كرستيانسين (بالإسبانية: Thomas Christiansen) (11 مارس 1973 الدنمارك - ) هو لاعب كرة قدم إسباني، يلعب كمهاجم.

## روابط خارجية
- توماس كرستيانسين على موقع الاتحاد الأوربي (الإنجليزية)
- توماس كرستيانسين على موقع قاعدة بيانات كرة القدم.إي يو (الإنجليزية)
- توماس كرستيانسين على موقع بيانات كرة القدم. دي إي (الألمانية)
- توماس كرستيانسين على موقع ليكيب (الفرنسية)
- توماس كرستيانسين على موقع ناشيونال فوتبول تيمز (الإنجليزية)
- توماس كرستيانسين على موقع Soccerbase.com (لاعب) (الإنجليزية)
- توماس كرستيانسين على موقع عالم كرة القدم.نت (الإنجليزية)